# Discocactus
Discocactus Pfeiff. – rodzaj sukulentów z rodziny kaktusowatych. Występują w Brazylii, Boliwii i Paragwaju.

## Systematyka
Jeden z rodzajów z rodziny kaktusowatych Cactaceae. W obrębie rodziny klasyfikowany jest do podrodziny Cactoideae i plemienia Trichocereeae.
Wykaz gatunków
- Discocactus bahiensis Britton & Rose
- Discocactus boliviensis Backeb. ex Buining
- Discocactus buenekeri W.R.Abraham
- Discocactus catingicola Buining & Brederoo
- Discocactus diersianus Esteves Pereira
- Discocactus fariae-peresii  P.J.Braun
- Discocactus ferricola Buining & Brederoo
- Discocactus hartmannii (K.Schum.) Britton & Rose
- Discocactus heptacanthus (Barb.Rodr.) Britton & Rose
- Discocactus horstii Buining & Brederoo
- Discocactus placentiformis  (Lehm.) K.Schum.
- Discocactus pseudoinsignis  N.P.Taylor & Zappi
- Discocactus zehntneri Britton & Rose